# Les Trois Valses distinguées du précieux dégoûté
Les Trois Valses distinguées du précieux dégoûté sont une œuvre pour piano d'Erik Satie composée en 1914. 

## Présentation

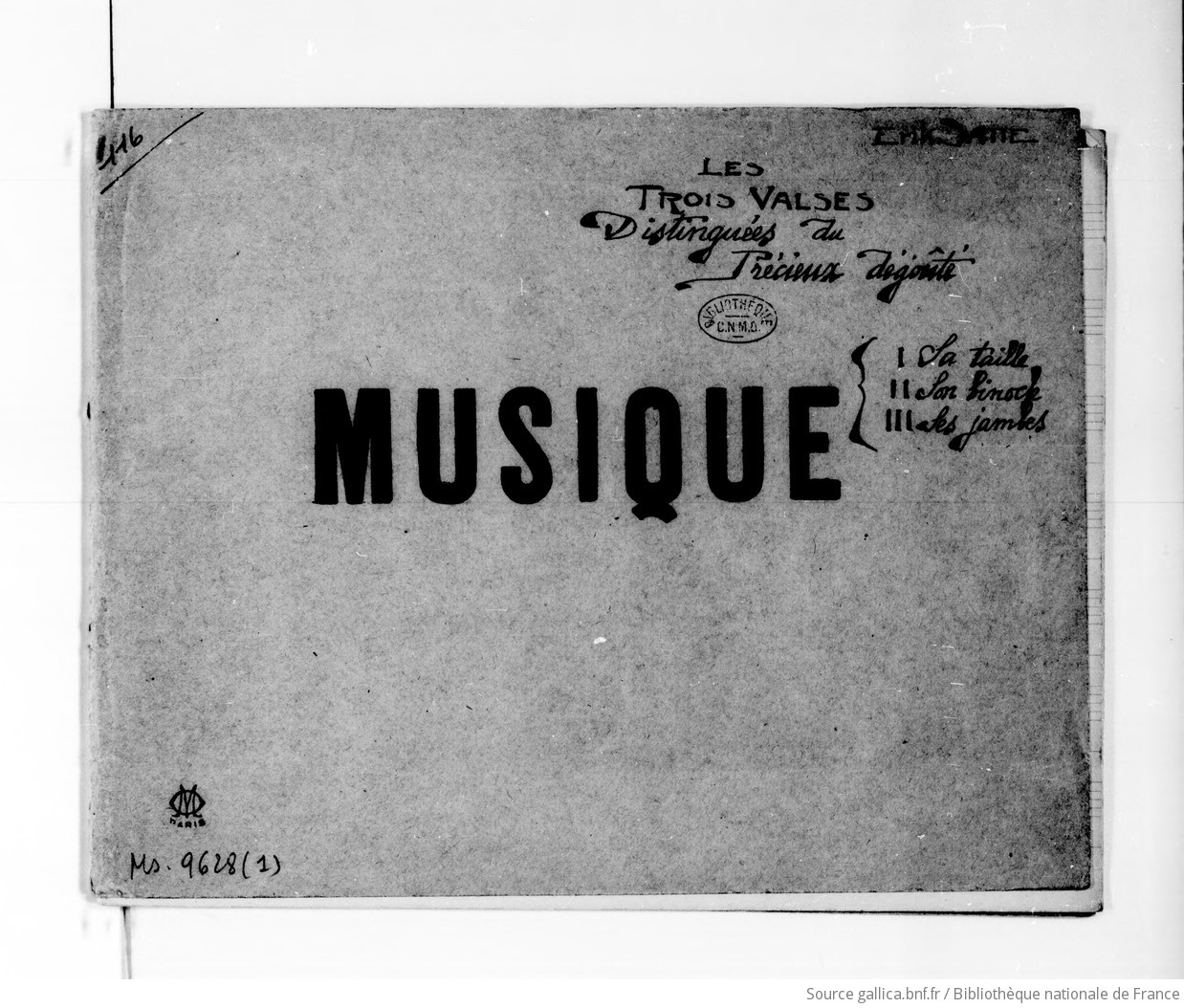
Page de titre du manuscrit autographe.

Les Trois Valses distinguées du précieux dégoûté sont trois pièces pour piano d'Erik Satie composées entre le 21 et le 23 juillet 1914. Elles sont considérées par Alfred Cortot, qui les compare aux Valses nobles et sentimentales de Maurice Ravel, comme de vraies valses « à l'écriture ravissante ». Guy Sacre les classe pour sa part au chapitre de « l'excellent Satie ».
La partition est publiée par Rouart-Lerolle en 1916, et le cahier est créé la même année par le compositeur au piano, lors d'une soirée « Lyre et Palette » à la salle Huyghens, le 19 novembre. 

## Structure
L’œuvre, d'une durée moyenne d'exécution de trois minutes environ, comprend trois mouvements :
1. Sa taille — Pas vite, dédié à Roland Manuel et daté du 21 juillet 1914
2. Son binocle — Très lent, s'il vous plait, dédié à Mademoiselle Linette Chalupt et daté du 22 juillet 1914
3. Ses jambes — Déterminé, dédié à René Chalupt et daté du 23 juillet 1914

## Analyse
Chaque valse est précédée d'un exergue, déconnecté du contenu musical, emprunté respectivement à La Bruyère, Cicéron et Caton.

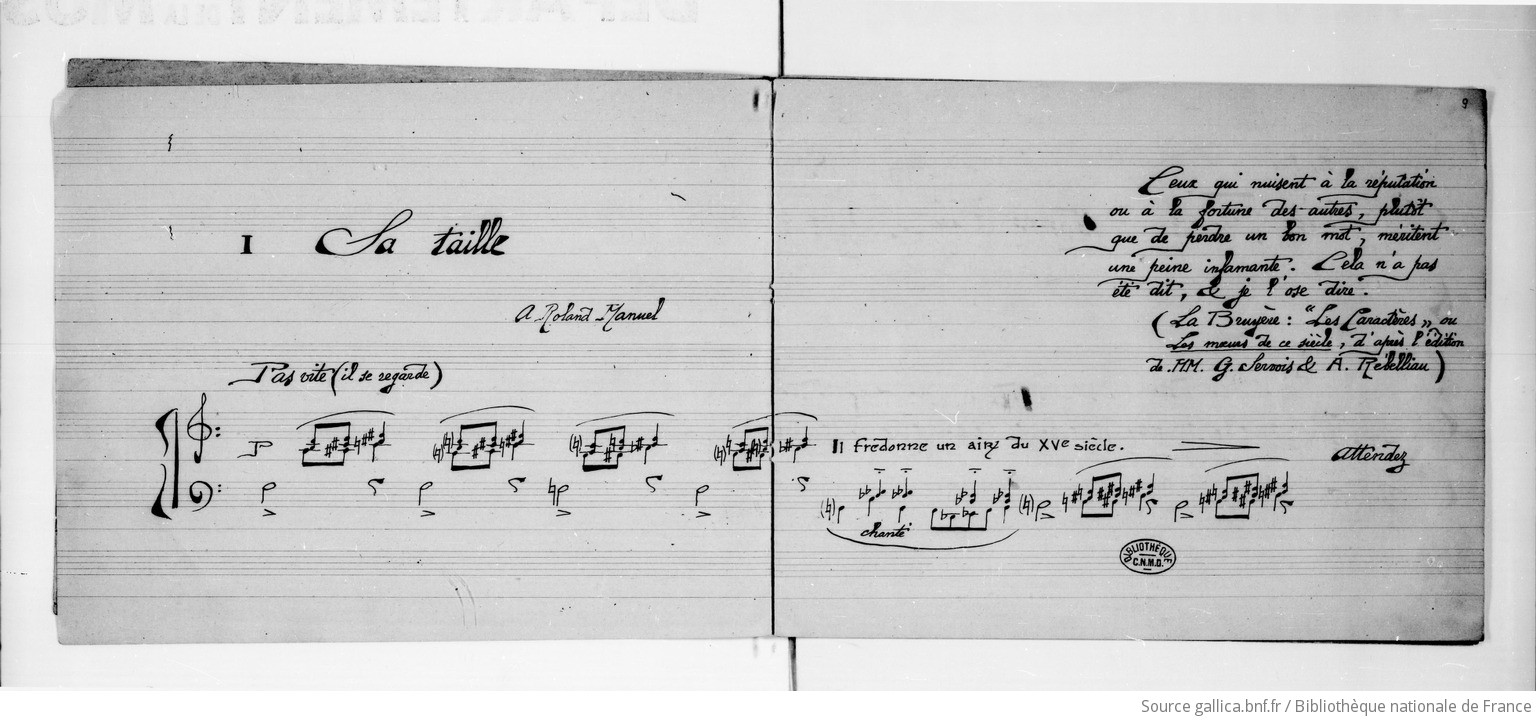
Première page du manuscrit autographe de Sa taille (première pièce du recueil).

La première, Sa taille, reprend la construction des œuvres mystiques de Satie, en y joignant une « souplesse, un naturel que ces dernières n'ont jamais connus ».

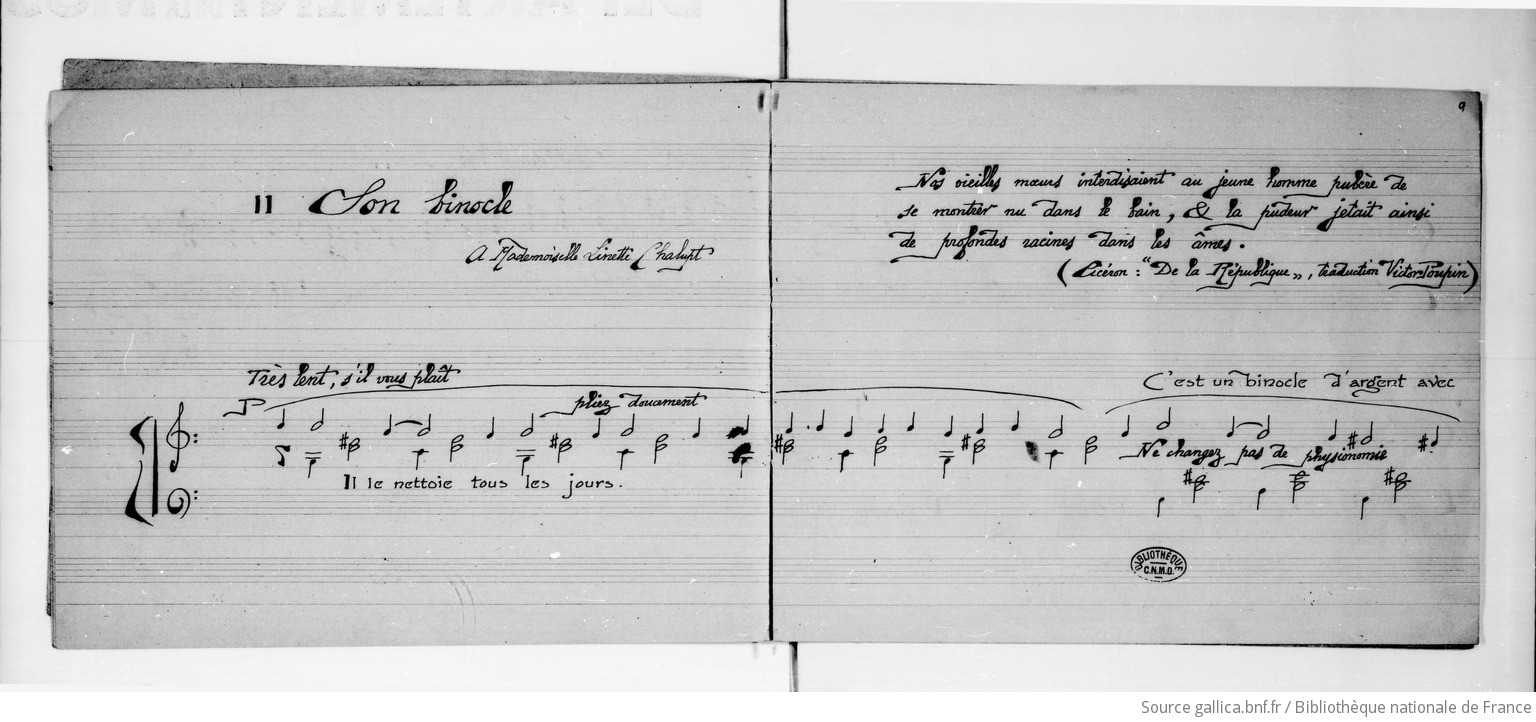
Première page du manuscrit autographe de Son binocle (deuxième pièce du recueil).

La deuxième, Son binocle, rappelle les Gymnopédies, et « va nue comme elles ».

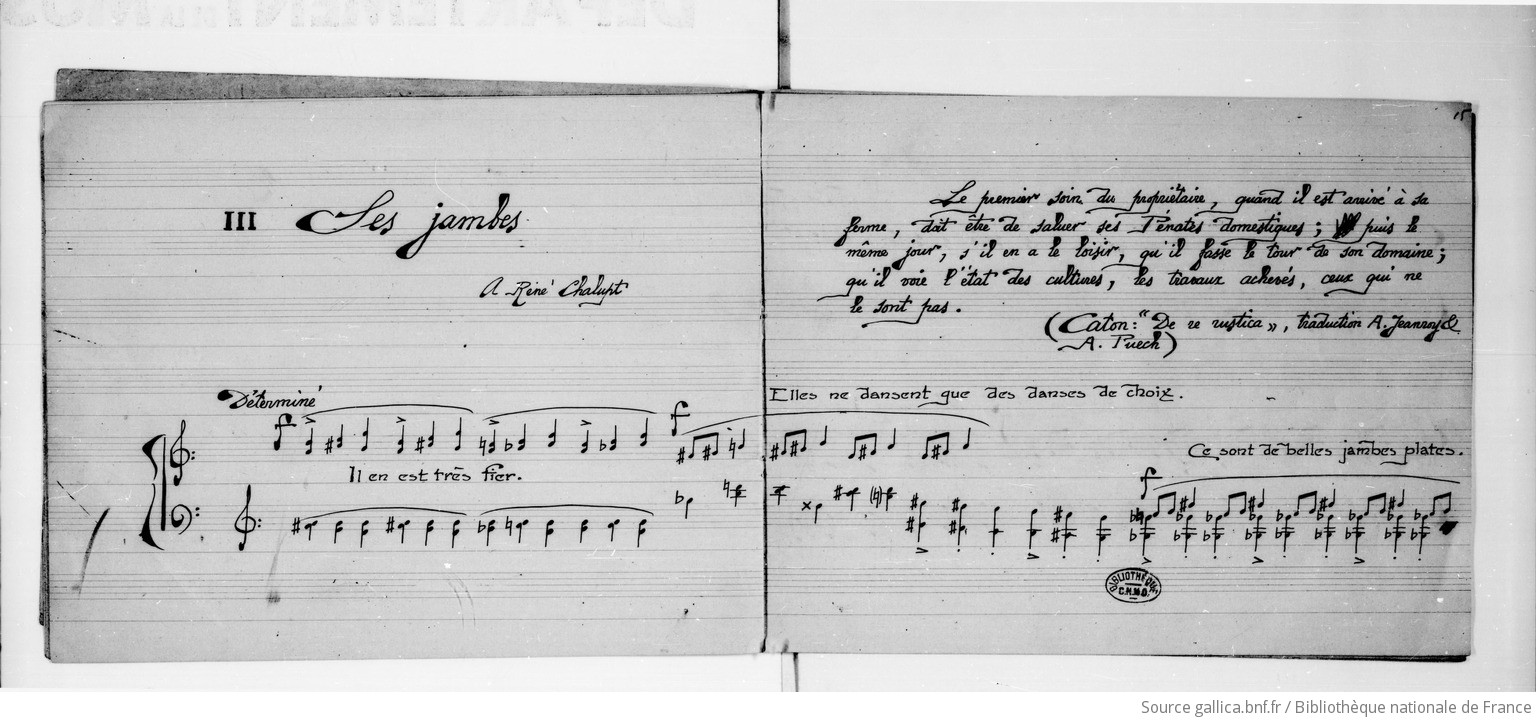
Première page du manuscrit autographe de Ses jambes (troisième pièce du recueil).

La troisième, Ses jambes, énergique, « ne recule pas devant les harmonies les plus rudes [...] mais trouve aussi le moyen de s'attendrir ».

## Discographie
- Satie: Complete Piano Music, Jeroen van Veen (piano), Brilliant Classics 95350, 2016.
- Tout Satie ! Erik Satie Complete Edition[6], CD 3, Aldo Ciccolini (piano), Erato 0825646047963, 2015.
- Erik Satie Piano Music, Håkon Austbø (piano), Brilliant Classics 99384, 1999.

### Ouvrages généraux
- Guy Sacre, La musique pour piano : dictionnaire des compositeurs et des œuvres, vol. II (J-Z), Paris, Robert Laffont, coll. « Bouquins », 1998, 2998 p. (ISBN 978-2-221-08566-0), p. 2398-2399.
- Adélaïde de Place, « Erik Satie », dans François-René Tranchefort (dir.), Guide de la musique de piano et de clavecin, Paris, Fayard, coll. « Les Indispensables de la musique », 1987, 867 p. (ISBN 978-2-213-01639-9, OCLC 17967083), p. 634.

### Monographie
- Vincent Lajoinie, Erik Satie, Lausanne, Éditions L'Âge d'Homme, 1985 (ISBN 978-2-8251-3228-9).
- (en) Robert Orledge, Satie the composer, New York, Cambridge University Press, coll. « Music in the 20th Century », 1990, 394 p. (ISBN 978-0-521-35037-2).
- Anne Rey, Satie, Paris, Éditions du Seuil, coll. « Solfèges », 1974, rééd. 1995, 192 p. (ISBN 978-2-02-023487-0 et 2-02-023487-4).